# Allan Jones
Allan Jones (ur. 14 października 1907, zm. 27 czerwca 1992) – amerykański aktor filmowy.

## Filmografia
- 1935: Dla ciebie tańczę jako Allan, śpiewak
- 1937: Dzień na wyścigach jako Gil Stewart
- 1939: The Great Victor Herbert jako John Ramsey
- 1943: Larceny with Music jako Ken Daniels
- 1970: Człowiek zwany Młotem

## Wyróżnienia
Posiada swoją gwiazdę na Hollywoodzkiej Alei Gwiazd.